# Edward de Vere

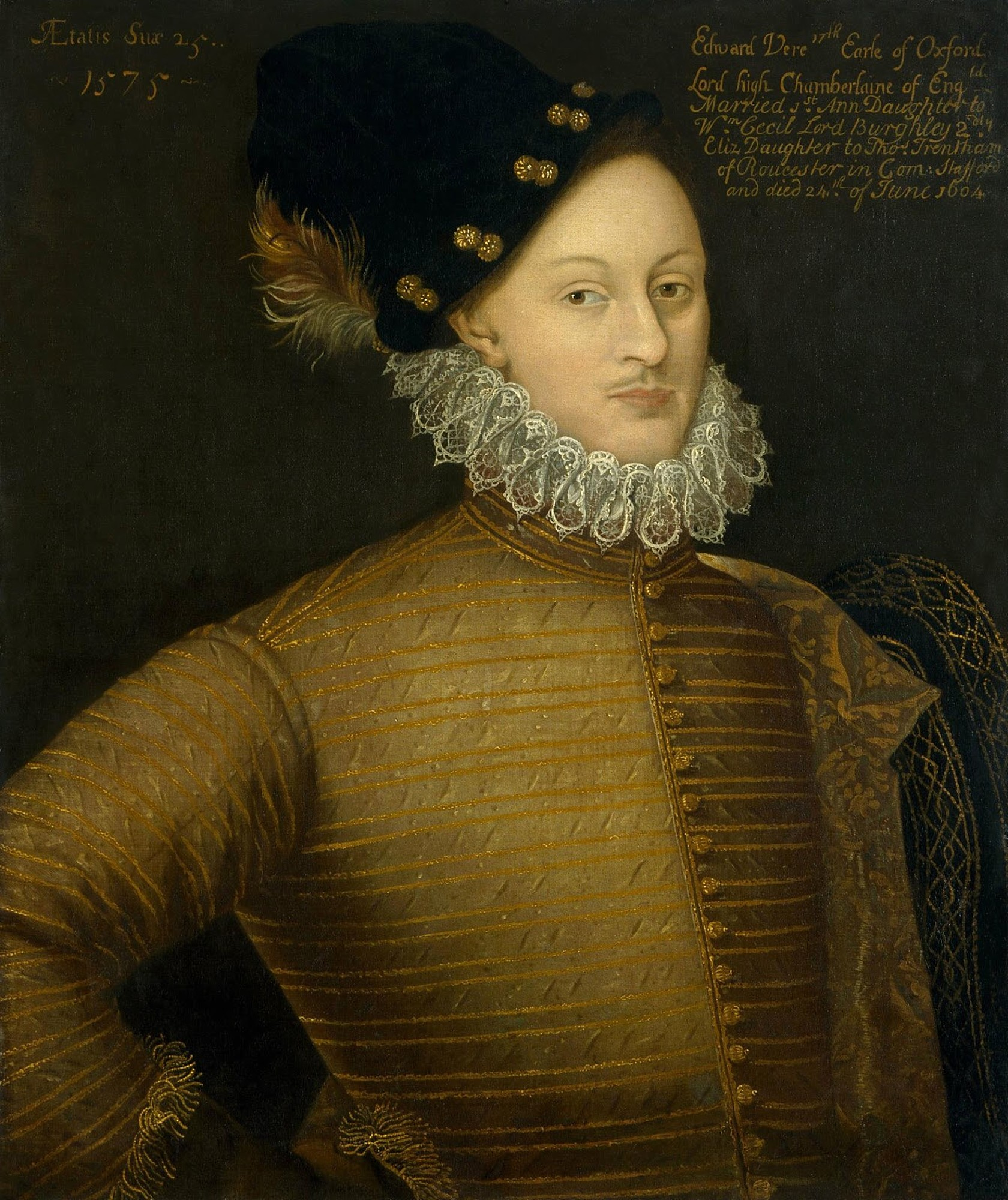
Edward de Vere, 1575

Edward de Vere, 17e graaf van Oxford (Castle Hedingham, 12 april 1550 – Hackney, 24 juni 1604) was een Engels hoveling, dichter en toneelschrijver en begunstiger van diverse schrijvers en toneelgezelschappen. 
Edward de Vere werd geboren in Castle Hedingham, een dorp in Essex, als Lord Bulbeck, zoon van John de Vere, de 16e graaf (1515-1562) en Margery Golding (1526-1568).
Zijn vader overleed in 1562, waarbij hij diens titels erfde. Hij was op dat moment nog minderjarig. Zijn landerijen werden door Elizabeth I onder het beheer geplaatst van Robert Dudley, de graaf van Leicester, en Edward zelf werd onder voogdij geplaatst van William Cecil, de latere baron Burghley, die verantwoordelijk was voor zijn opvoeding en scholing.
Hij bezocht de Universiteit van Cambridge en studeerde rechten aan Gray's Inn in Londen. Hij ontving een MA in zowel Oxford als Cambridge en kon rekenen op de gunst van het hof. Toen hij in 1571 meerderjarig werd, herkreeg hij zijn bezittingen en trouwde hij met Anne Cecil, de dochter van Lord Burghley. Zij kregen vijf kinderen, van wie drie dochters in leven bleven, Elizabeth, Bridget en Susan. De laatste trouwde met de graaf van Montgomery, een van de twee edelen aan wie William Shakespeare zijn First Folio opdroeg. 
In 1575 reisde hij naar Frankrijk, Duitsland en Italië en bleef daarbij ongeveer 15 maanden van huis. Bij zijn terugkeer bleek zijn vrouw bevallen van een dochter, waarop een schandaal ontstond en hij haar verliet. De graaf voelde zich een tijdlang aangetrokken tot het katholicisme. In 1580 zwoer hij die gedachten af tegenover de koningin en ging daarbij zelfs zo ver dat hij een groep katholieke vrienden in opspraak bracht en beschuldigde van verraad. Zij op hun beurt beschuldigden hem van diverse misdaden en van moordplannen. Hoewel de klachten niet serieus werden genomen, werd hij korte tijd onder huisarrest geplaatst. Het gebeurde bracht hem reputatieschade toe. 
Nieuwe onrust ontstond toen hij in 1581 een buitenechtelijk kind bleek te hebben verwekt bij de hofdame Anne Vavasour. Hij werd hierop voor enige tijd ingesloten in de Tower of London. Hierop ontstond een langdurige vete tussen Annes oom, Thomas Knyvet en Edward de Vere, waarbij een drietal doden te betreuren waren en de beide heren zelf verwondingen opliepen. De ruzie werd uiteindelijk door de koningin de kop in gedrukt op straffe van gevangenneming van alle betrokkenen. De Vere verzoende zich met zijn vrouw en leefde weer met haar samen. Zij overleed in 1588. 
In 1585 kreeg de Vere een militair commando onder zijn hoede in de Nederlanden en in 1588 was hij betrokken bij de slag om de Spaanse Armada. In 1591 hertrouwde hij met de hofdame Elizabeth Trentham. Uit dit huwelijk werd zijn erfgenaam geboren, Henry Lord Vere, de latere 18e graaf van Oxford.
De Vere wist overigens slecht met zijn financiële middelen om te gaan. In het literaire circuit gaf hij grote sommen geld uit als begunstiger van verschillende schrijvers, onder wie  Edmund Spenser, Arthur Golding, Robert Greene, Thomas Churchyard, Thomas Watson, John Lyly en Anthony Munday, en als sponsor van de toneelgezelschappen Oxford's Men en Oxford's Boys. Dit laatste gezelschap trad op in het Blackfriars Theatre, dat hij ook financierde en onder het beheer plaatste van zijn secretaris John Lyly. Een en ander bracht hem tot armoede, waarop Elizabeth hem in 1586 een jaargeld schonk van £1.000, wat door haar opvolger Jacobus I werd voortgezet. 

## Werk
Getuige de waarneming van anderen had de graaf een aanzienlijk oeuvre op zijn naam in de vorm van gedichten, waarin hij een groot aantal verschillende versvormen toepaste, en toneelstukken. Van deze laatste is niets bewaard gebleven, althans niet onder zijn naam.  
In het al sinds de vroege 18e eeuw lopende debat over de vraag of William Shakespeare werkelijk de schrijver is van de aan hem toegeschreven werken, speelt de figuur van de graaf sinds het begin van de 20e eeuw een prominente rol. In zijn boek Shakespeare Identified in Edward de Vere, 17th Earl of Oxford uit 1920 schoof J. Thomas Looney de Vere naar voren als belangrijke kandidaat voor het auteurschap van Shakespeares werken. Hij vond hierin veel volgelingen (de zgn. Oxfordianen), en het debat is nog altijd volop gaande, al is er in academische kringen maar beperkt steun voor het idee, dat Shakespeares werken aan een andere auteur toe te schrijven zijn.